# Anomala vivax
Anomala vivax är en skalbaggsart som beskrevs av Eugène Benderitter 1923. 
Anomala vivax ingår i släktet Anomala och familjen Rutelidae. Inga underarter finns listade i Catalogue of Life.